# Rhopalaea neapolitana
Rhopalaea neapolitana är en sjöpungsart som beskrevs av Philippia 1843. Rhopalaea neapolitana ingår i släktet Rhopalaea och familjen Diazonidae. Inga underarter finns listade i Catalogue of Life.